# Voulx
Voulx ist eine französische Gemeinde mit 1.622 Einwohnern (Stand: 1. Januar 2022) im Département Seine-et-Marne in der Region Île-de-France. Sie gehört zum Arrondissement Provins und zum Kanton Nemours (bis 2015: Kanton Lorrez-le-Bocage-Préaux). Die Einwohner werden Voulxois genannt.

## Geographie
Voulx liegt an der Orvanne. Nachbargemeinden von Voulx sind Montmachoux im Norden, Diant im Osten, Chevry-en-Sereine im Süden sowie Thoury-Férottes im Westen.

## Bevölkerungsentwicklung
| Jahr      | 1962 | 1968 | 1975 | 1982 | 1990 | 1999 | 2006 | 2012 |
| Einwohner | 1033 | 1152 | 1247 | 1296 | 1548 | 1763 | 1756 | 1750 |

## Sehenswürdigkeiten

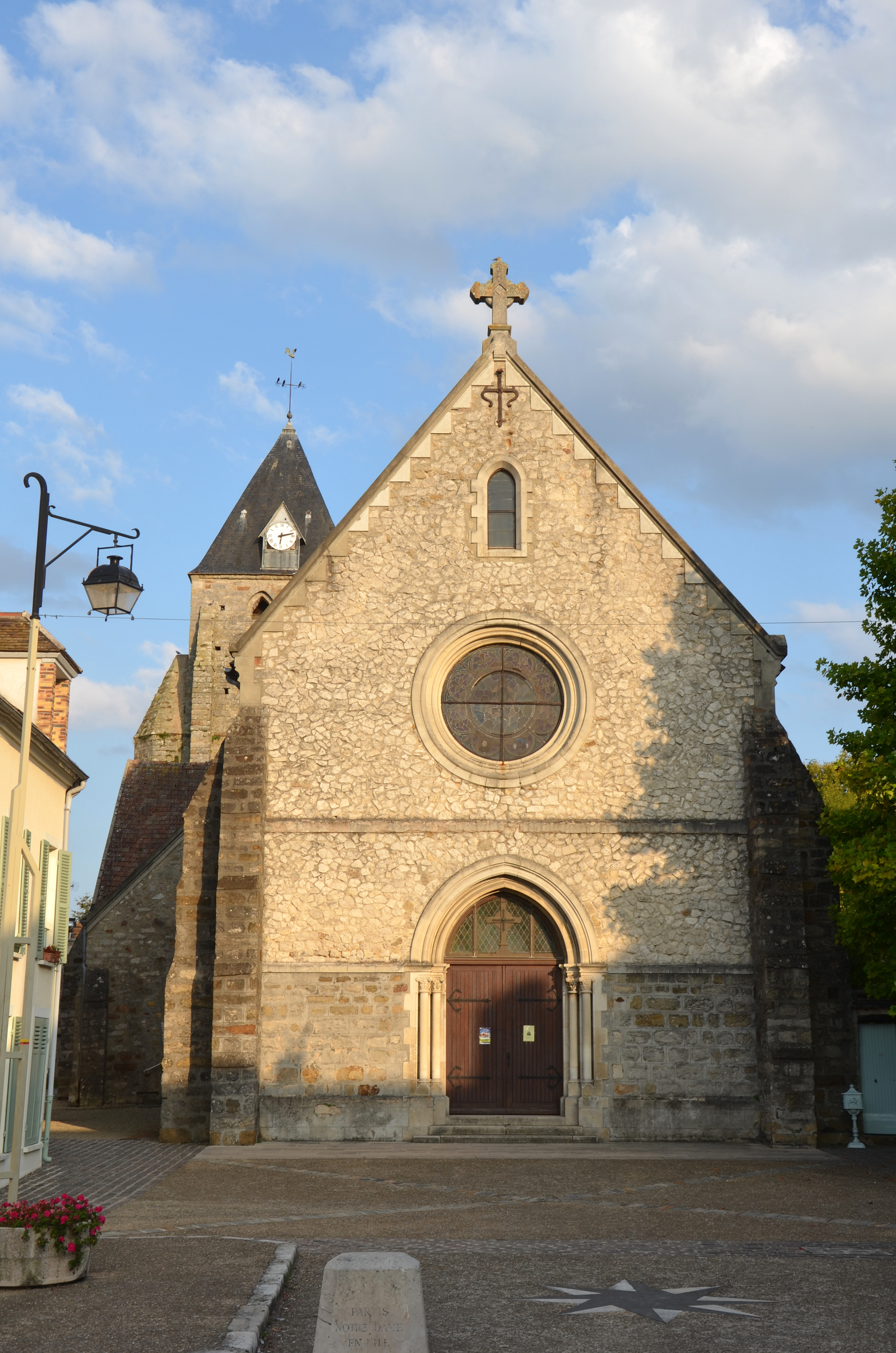
Kirche Notre-Dame de l’Assomption

Siehe auch: Liste der Monuments historiques in Voulx
- Kirche Notre-Dame de l’Assomption, Monument historique seit 1926
- Schloss Bois-Millet